# Ibook

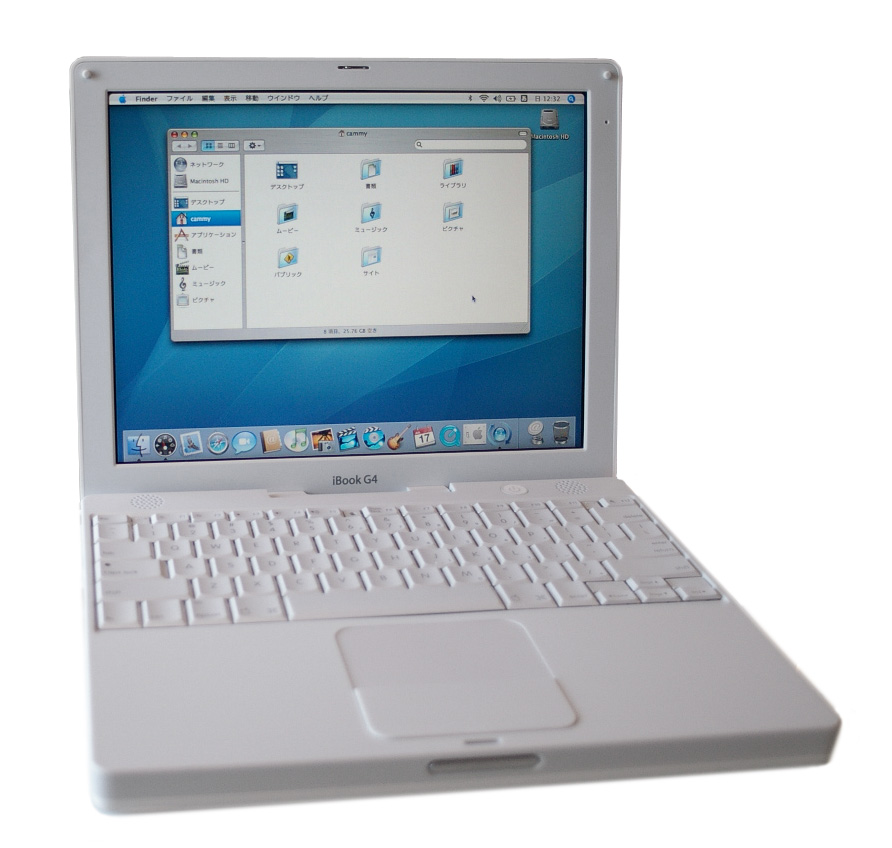
iBook G4, den sista modellen som tillverkades

Ibook var en bärbar dator i Apples produktutbud.
De sista Ibook-modellerna drevs av Motorolas G4-processor och fanns i två storlekar: med 12 respektive 14 tums platt bildskärm, dock med samma pixelupplösning. Båda modellerna var utrustade med portar USB, Firewire, 10/100 ethernet samt VGA- och S-video-utmatning för bildskärmsdubblering på extern bildskärm (adapter krävs för S-video).
Ibook var en dator mer inriktad på konsumenter än professionella användare till skillnad från den mer välutrustade Powerbook.
Ibook som produktnamn och dator upphörde att existera i maj 2006 och ersattes av Macbook, nu med processor från Intel.

## Historia

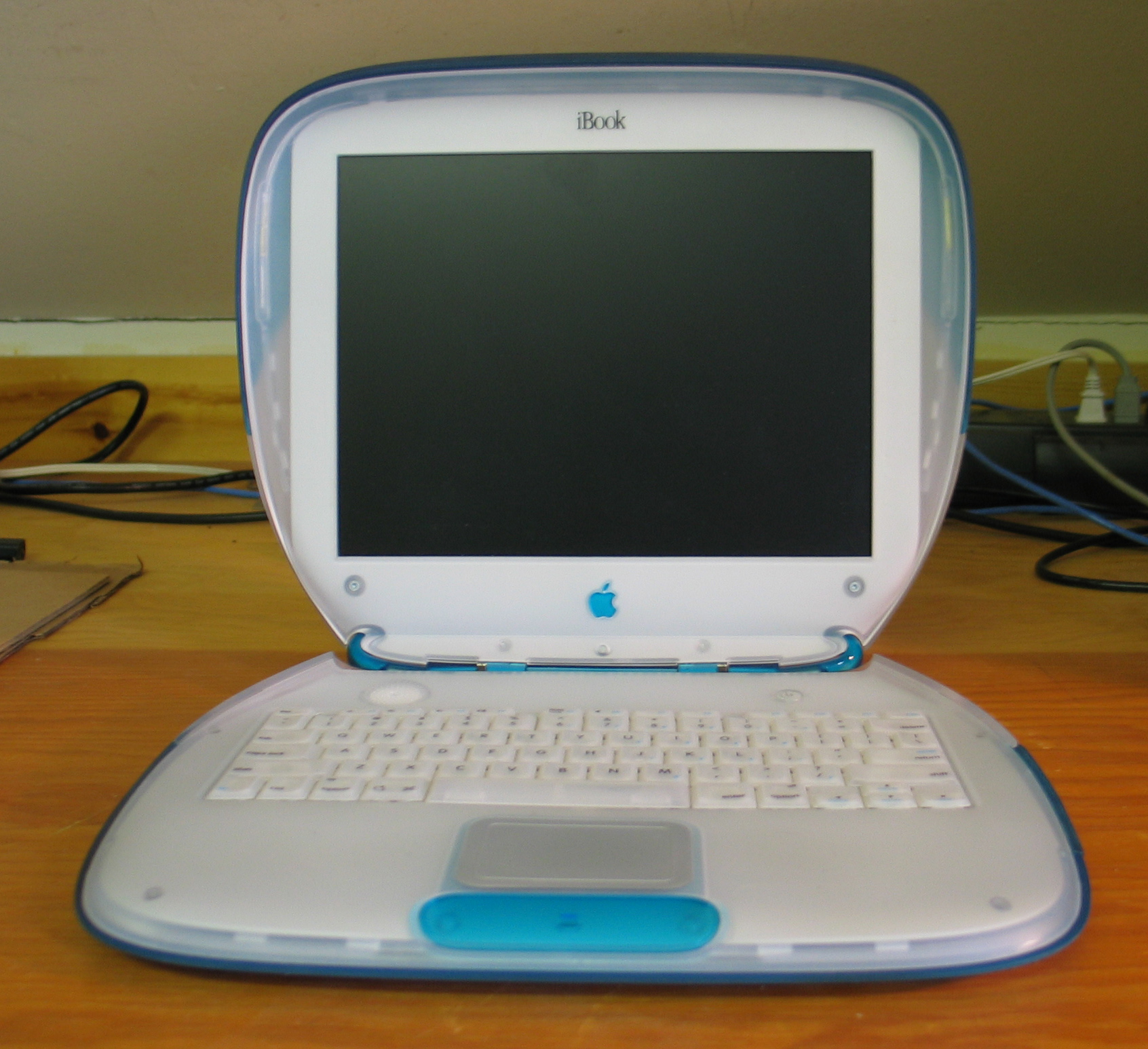
Äldre modell av Ibook

Den första modellen av Ibook drog till sig stor uppmärksamhet då den designmässigt låg nära den första Imacen och inte alls såg ut som en vanlig bärbar dator.

### Ibook G3 (1999–2001)
Lanserades i juli 1999 vid Macworld Expo i New York. Datormodellen blev den första i Apples sortiment med tillbehöret integrerat trådlöst nätverk (802.11b) som klarade 11 Mbps, Airport. Modellen hade även ett handtag vilket gjorde den enkel att bära med sig. Senare fick datorn FireWire-port. Skärmstorleken var 12.2 tum.

### Ibook G3 (2001–2003)
I maj 2001 fick Ibook en kraftigt omarbetad design. Skärmstorleken var kvar på 12.1 tum men med högre upplösning. Tidigare 800 × 600 blev 1024 × 768. Senare under denna modellens livstid släpptes en version med 14-tumsskärm som även hade bättre batteritid.

### Ibook G4 (2003–2006)
Mot slutet av år 2003 blev datorn den sista i Apples utbud att få G4-processorn. Därefter fick datorn bättre prestanda fram till sommaren 2005 då sista revisionen släpptes. Tidigt år 2006 kom den ersättande datorn Macbook som pensionerade Ibook.